# Hans Refior
Hans Refior va ser un oficial de l'exèrcit alemany (Wehrmacht Heer) durant la Segona Guerra Mundial.
El 18 de març de 1945, el coronel Refior es va convertir en Cap d'Estat Major del Tinent General (Generalleutnant) Helmuth Reymann durant la batalla de Berlín. Reymann va ser nomenat comandant de la Zona de Defensa de Berlín el 6 de març.
A principis d'abril, Refior i Reymann van recomanar a Joseph Goebbels, el ministre de Propaganda, que els civils se'ls permetés sortir de Berlín. Refior i Reymar van indicar que era especialment important per a les dones i els nens. La feble reacció de Goebbels va deixar clar a Refior i Reymann que no hi havia la logística necessària per a tal evacuació massiva.
En un intent per determinar de quants soldats i armes disposaven, Refior va tractar de fer un recompte del que estava a la seva disposició en l'"Àrea de Defensa a Berlín." Aviat va descobrir que el títol "Berlín Àrea de Defensa" no significava cap poder a la pràctica, ja que la munició era escassa i els soldats eren menys dels esperats. "Berlín Àrea de Defensa" va ser només una frase, com "fortalesa" (Festung), encunyat per Adolf Hitler.
El 22 d'abril, Reymann va ser reemplaçat pel general Helmuth Weidling com a comandant de la Zona de Defensa a Berlín. Weidling manté Refior i el fa Cap Civil de l'Estat Major.
El 2 de maig de 1945, juntament amb Weidling, altres militars de l'Estat Major i, altres membres del personal del bunker es van rendir als soviètics.